# Herbert Mehlhorn
Herbert Mehlhorn (ur. 24 marca 1903 roku w Chemnitz – zm. 30 października 1968 roku w Tybindze) – prezydent rejencji opolskiej od 1942 roku, adwokat niemiecki, pracownik Sicherheitsdienst, członek NSDAP, po 1936 roku wysoki funkcjonariusz Reichssicherheitshauptamt.  
Do 1937 roku pełnił funkcję wysokiego rangą urzędnika w centrali Sicherheitsdienstu (SD), jednak po popadnięciu w konflikt z Heydrichem został odsunięty od pracy w tej służbie i przeniesiony na zagraniczne placówki SS. W sierpniu 1938 roku znajdował się na placówce w Pressburgu (Bratysławie), w okupowanej Słowacji. Doceniając jego zdolności organizacyjne, Heydrich ponownie ściągnął go do Berlina, by powierzyć mu kierownictwo nad przygotowaniami do „Tannenbergu”. Po odmowie bezpośredniego udziału w prowokacjach granicznych, (w tym prowokacji gliwickiej) Heydrich przesunął Mehlhorna na niższe stanowisko administracyjne. Po zaledwie trzech tygodniach, w wyniku nieudanego początku operacji w nocy z 25 na 26 sierpnia, Heydrich pozbawił Mehlhorna dowództwa w atmosferze ostrego konfliktu. 
Od jesieni 1939 roku był wysokim urzędnikiem i współpracownikiem Artura Greisera w Kraju Warty – niemieckim okręgu administracyjnym utworzonym na anektowanym terytorium okupowanej Polski ze stolicą w Poznaniu. Pełnił urząd szefa departamentu I (zarząd spraw ogólnych, wewnętrznych i finansowych). Równocześnie pełnił funkcję wiceprezydenta administracji okręgowej w Minden w północno-zachodnich Niemczech. Jako adwokat był także prawą ręką Gauleitera Artura Greisera w kwestiach prawnych i autorem projektów wielu zbrodniczych nazistowskich zarządzeń. Od 1941  odpowiadał za tzw. kwestię żydowską. Jako urzędnik partyjny był współodpowiedzialny za likwidację getta łódzkiego na początku 1944 roku. W 1943 został przesunięty do pracy w Opolu (jako pełniący obowiązki szefa dystryktu). W listopadzie 1944 roku został przeniesiony do sztabu SS-Oberabschnitt Südost (Okręgu SS Południowy Wschód) we Wrocławiu. 
Numer rejestracyjny jego samochodu świadczył o jego randze służbowej (auto Greisera miało znak - P1, jego zastępcy Jagera - P2, a Mehlhorna - P3). Odpowiedzialny za liczne zbrodnie przeciw narodowi polskiemu nigdy nie został pociągnięty do odpowiedzialności karnej za swoje działania. Po zakończeniu wojny mieszkał w RFN, zmarł 30 października 1968 roku w Tybindze.